# Chimichurri

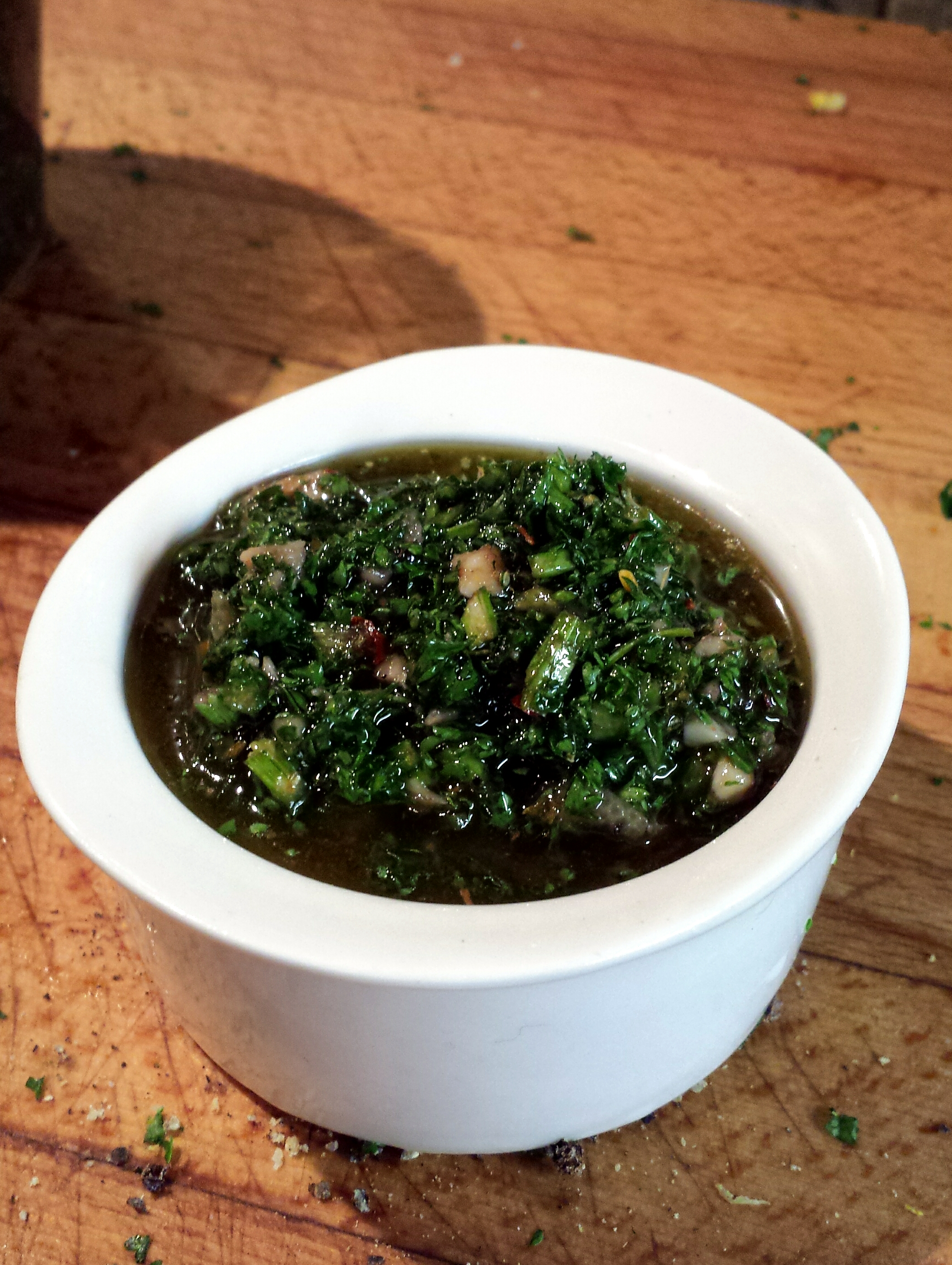
Chimichurri

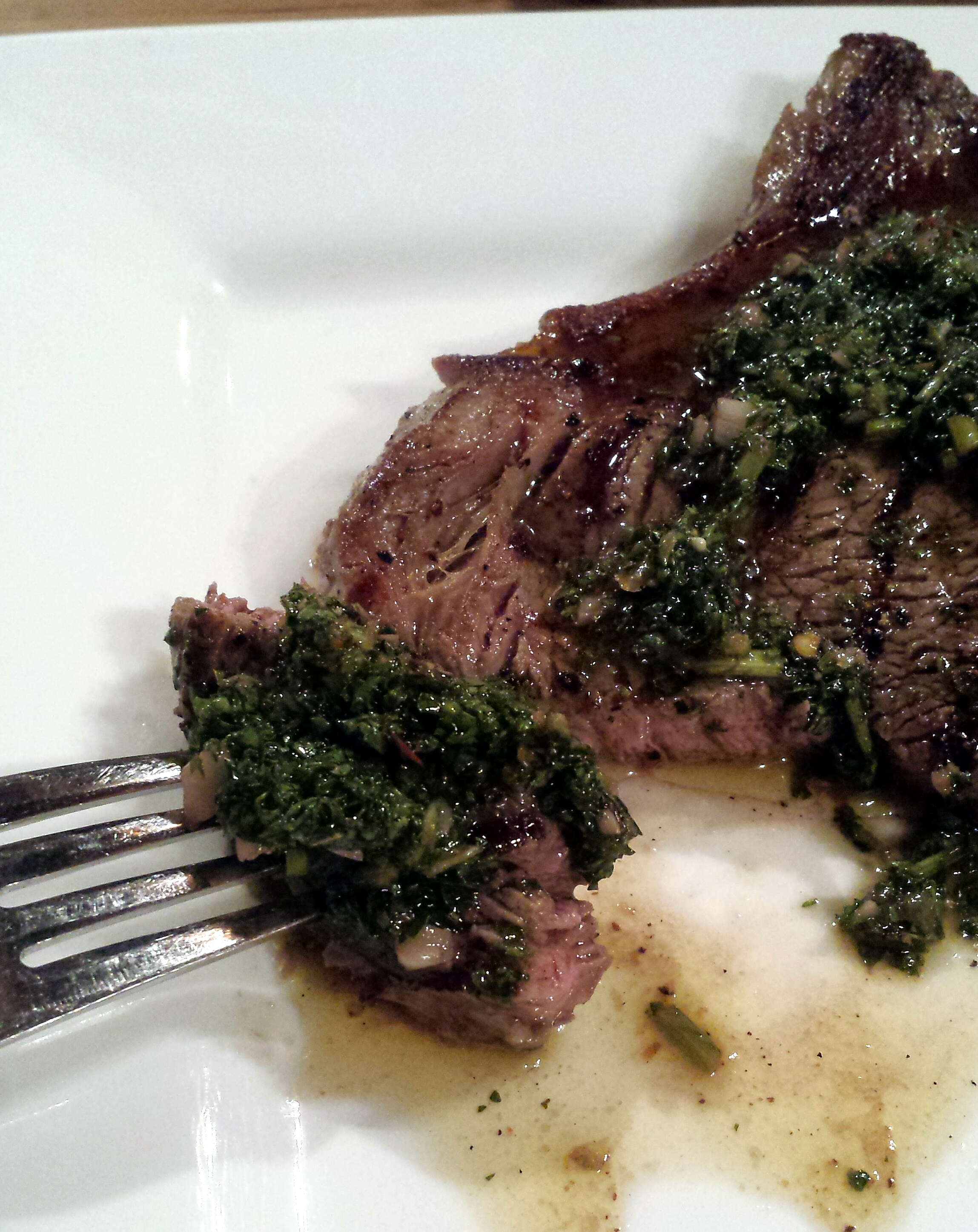
Steak mit Chimichurri

Chimichurri ist eine kalte Sauce, die in der Regel zu gegrilltem Rindfleisch serviert wird, wie zum Beispiel bei einem typischen argentinischen Asado. Gelegentlich wird es auch als Marinade für Fisch oder Geflügel oder als Sauce für Bratwurst auf Weißbrot (choripán) verwendet. Am verbreitetsten ist Chimichurri in der argentinischen Küche und Uruguay, aber auch in anderen lateinamerikanischen Ländern bis hinauf nach Nicaragua ist es bekannt.

## Zubereitung
Zu den Hauptzutaten für Chimichurri gehören gehackte Petersilie, getrockneter Thymian und Oregano, Lorbeer, Knoblauch, Ají Molido (getrocknete Chiliflocken), Zwiebeln, Salz und schwarzer Pfeffer, die in einem Mörser fein zerstoßen werden. Danach werden sie mit Öl und Essig vermischt, bis sich eine dicke Emulsion bildet, die mindestens zwei Wochen lang in einem klaren Glasgefäß an einem kühlen Ort ziehen sollte. Man unterscheidet mildere und schärfere Varianten. Letztere enthalten deutlich mehr Chili oder Pfeffer. Fertig zubereitetes Chimichurri ist auch in Flaschen erhältlich. Konzentrate in getrocknetem Zustand müssen mit Öl und Essig angerührt werden.

## Ursprung und Etymologie
Die Zubereitung basiert, wie ein großer Teil der argentinischen Esskultur, auf spanischen und italienischen Vorbildern. Der Ursprung des Namens ist jedoch unsicher. Meist wird eine Herkunft aus dem Englischen vermutet. So soll das Wort auf den Erfinder der Sauce zurückgehen, einen Iren namens Jimmy McCurry, der angeblich die Truppen Manuel Belgranos während der Unabhängigkeitskriege zu Anfang des 19. Jahrhunderts begleitete.